# Ostmarken Rundfunk AG
De Ostmarken Rundfunk AG (ORAG) was de eerste radio-omroep in Oost-Pruisen. 
De omroep werd op 2 januari 1924 opgericht in een kleine barak op de terreinen van de Deutsche Ostmesse, een grote beurs. Het uitzenden begon op 14 juni 1924. In 1929 kocht de stad Koningsbergen de aandelen van de omroep op waardoor het de eerste stad in Duitsland werd die een eigen radiozender had. 
In 1933 werd de zender overgenomen door de Reichs-Rundfunk-Gesellschaft. In Koningsbergen werd de opvolger Reichssender Königsberg opgericht.